# Obi (sieć handlowa)
OBI – sieć marketów na europejskim rynku budowlanym, powstała w 1970 roku w Niemczech. Należy do grupy Tengelmann Group.
| Kraj                 | Pierwsze otwarcie | Liczba sklepów | Przychód (mln €) |
| -------------------- | ----------------- | -------------- | ---------------- |
| Niemcy               | 1970              | 331            | 3 628,5          |
| Włochy               | 1993              | 40             | 354              |
| Austria              | 1995              | 37             | 327,1            |
| Polska               | 1998              | 61             | 417,7            |
| Czechy               | 1995              | 29             | 297,9            |
| Węgry                | 1994              | 25             | 211,7            |
| Rosja                | 2003              | 18             | 319,9            |
| Szwajcaria           | 1999              | 10             | 151,2            |
| Słowenia             | 1998              | 6              | 50,5             |
| Bośnia i Hercegowina | 2003              | 2              | 18,5             |
| Chorwacja            | 2007              | 3              |                  |
| Ukraina              | 2008              | 3              |                  |
| Rumunia              | 2008              | 7              |                  |
| Słowacja             | 2008              | 3              |                  |

## Galeria

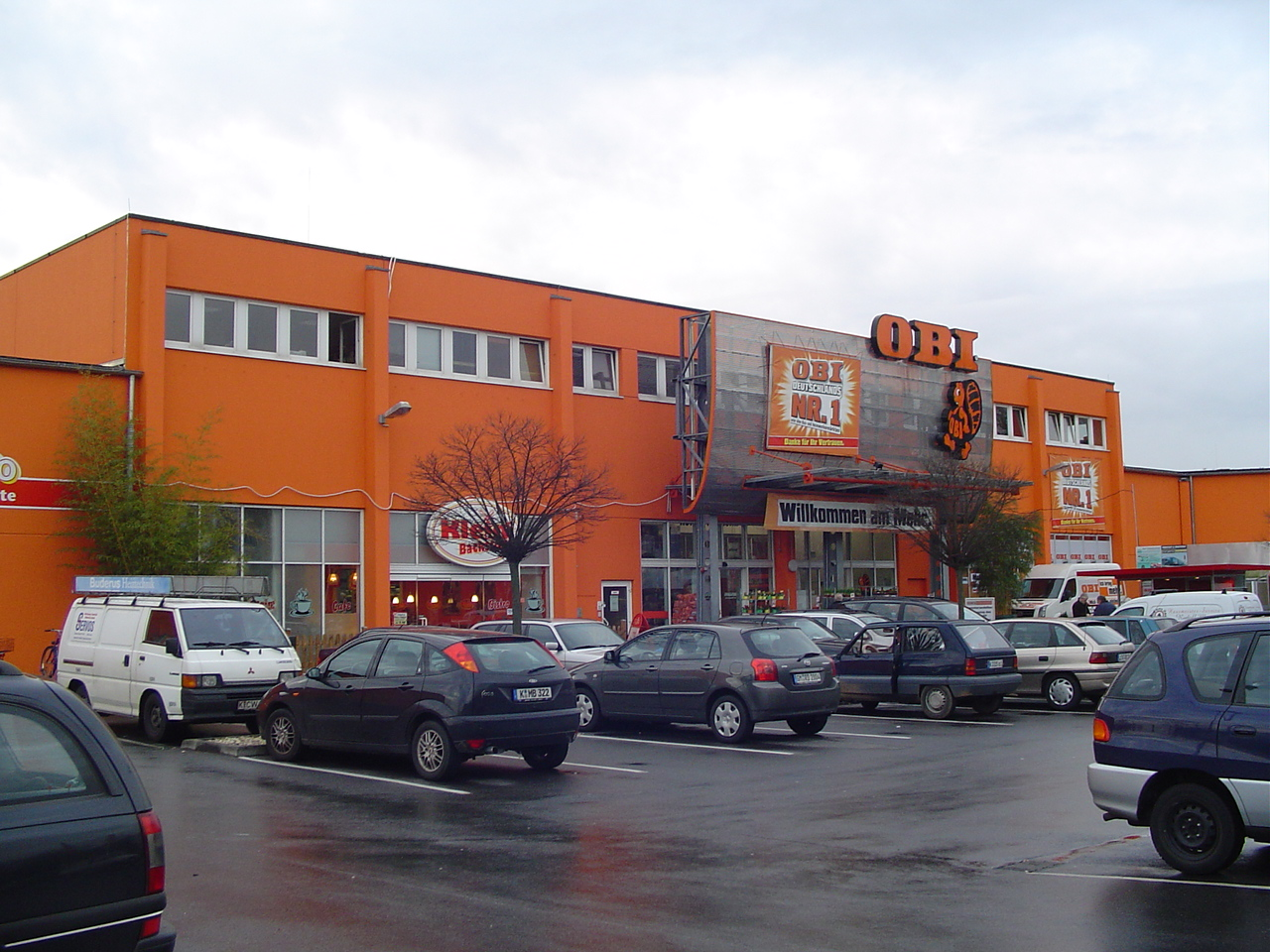
Hipermarket OBI w Niemczech, w Kolonii
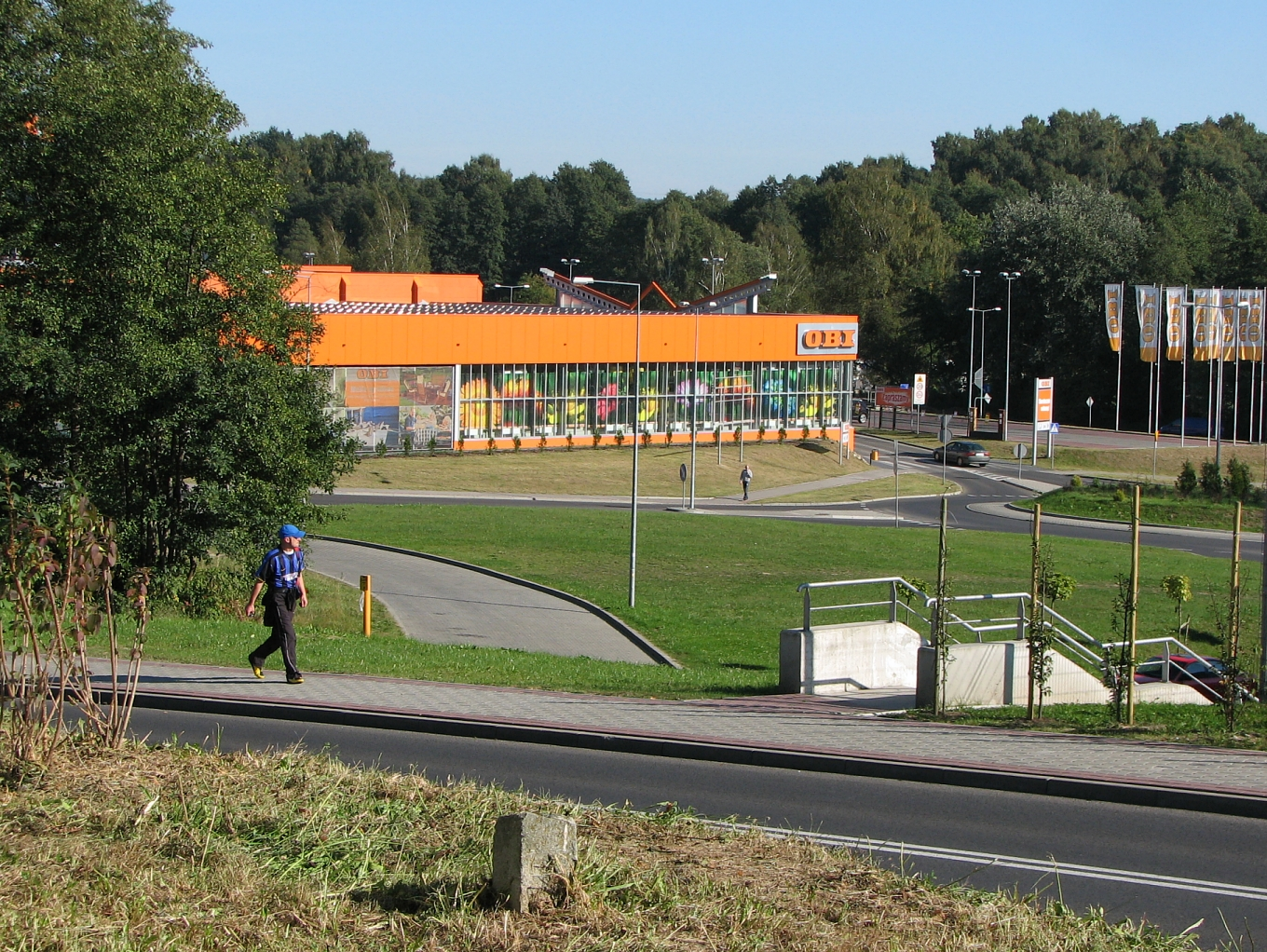
OBI w Jastrzębiu-Zdroju
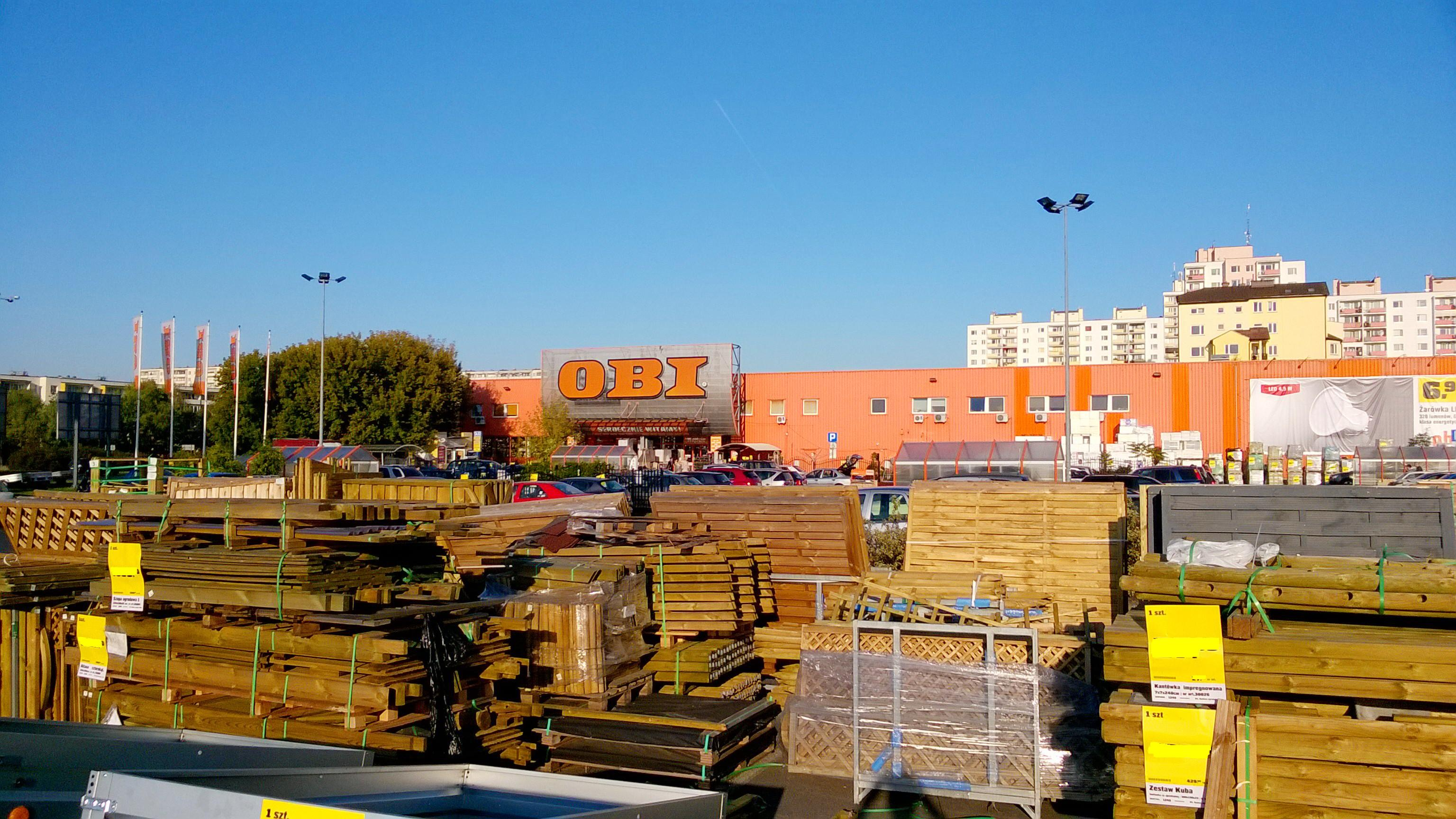
Hipermarket budowlany OBI w Toruniu
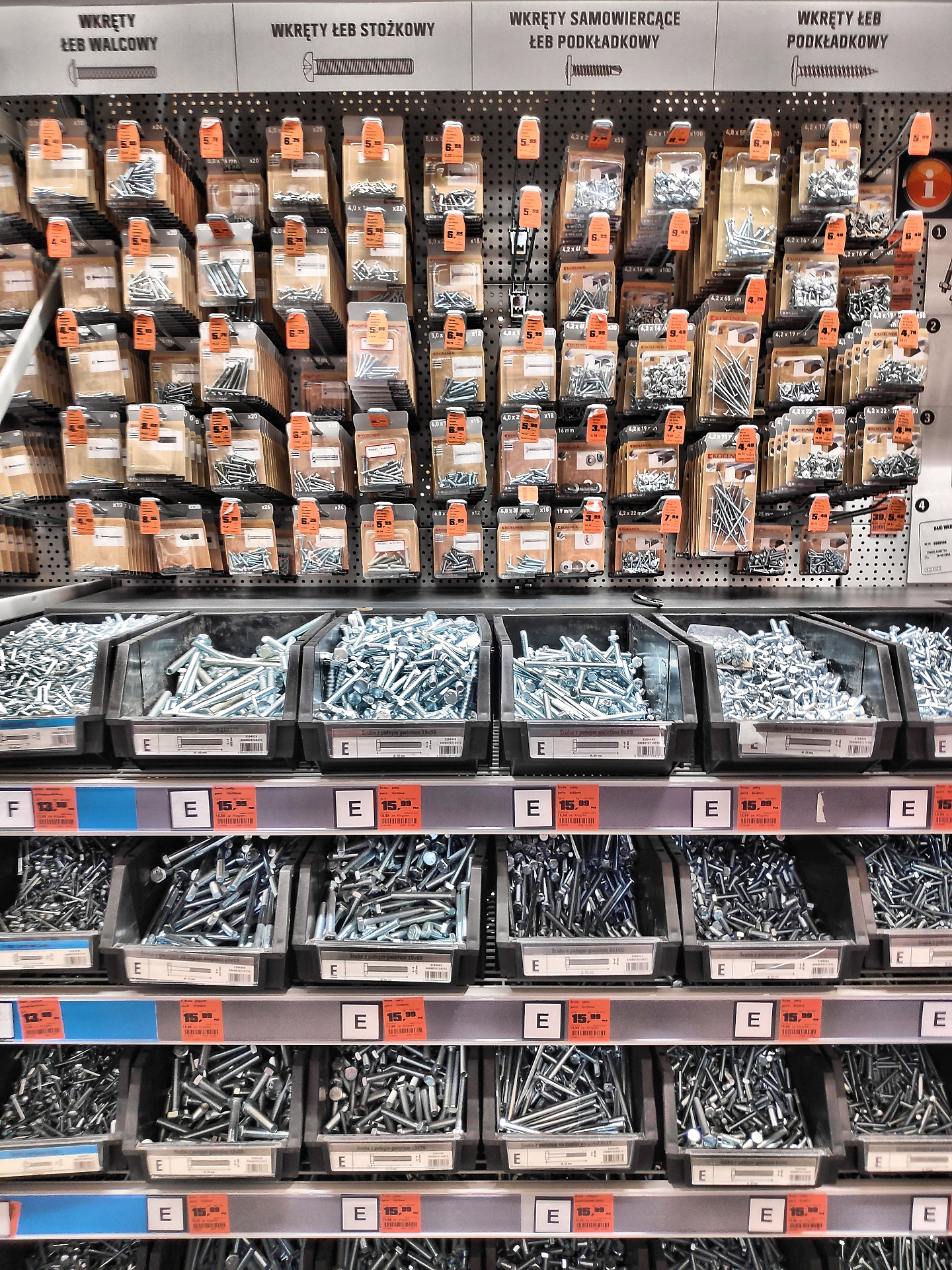
Ceny śrub i wkrętów w OBI w 2020 roku